# 于洛沃
于洛沃（俄语：Юрово）是俄罗斯弗拉基米尔州戈罗霍韦茨区的一个村庄。2010年，于洛沃村有206名村民，村中有6条大街。

## 地理
于洛沃村在苏沃洛什河边，在戈罗霍韦茨东南14公里处。